# 阿赫洛伊

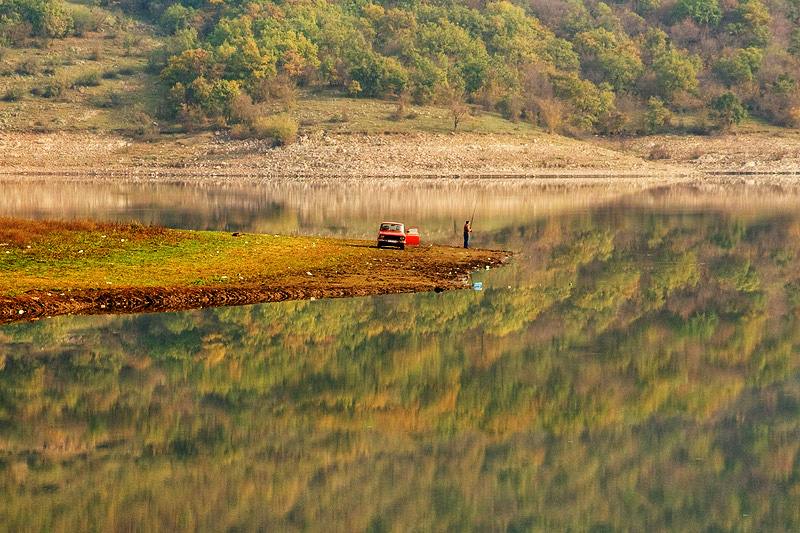

阿赫洛伊是保加利亞的城鎮，位於該國東部黑海沿岸，由布爾加斯州負責管轄，主要經濟活動是旅遊業、農業和畜牧業，鎮上的東正教教堂建於2005年，2010年人口2,112。
42°38′56″N 27°38′53″E / 42.6488888989°N 27.6480555656°E